# Henry Lindroth
Henry Lindroth, född 30 juni 1910 i Hudiksvall, död 10 juli 1993 i Stockholm, var en svensk tonsättare, harmonilärare och kyrkomusiker. Lindroth var under många år verksam som organist i Engelbrekts församling i Stockholm, först i Hjorthagskyrkan och därefter i själva Engelbrektskyrkan 1955-77. Parallellt med detta var han lärare i harmonilära vid Musikhögskolan i Stockholm 1949-76 (med professors namn från 1964).
Musiken han komponerade är i grunden högromantisk, men med betydande kontrapunktiska inslag. Här finns ett stort antal orgelverk, många av dem koralbundna.
Henry hade en son, Staffan Lindroth, som följde sin fars fotspår inom musiklivet som dirigent och körledare.

## Verk (urval)
- Gammal är kyrkan, koralpartita för orgel (1950)
- Hymnus lux mundi, för kör och orkester[2] (med text av Bo Setterlind)
- Symfonisk sats, för orkester (1970)

### Orgel
- Parafras över gammal psalmmelodi: Vill du gå med till himlen, för orgel (1975)
- Introduktion och passacaglia över koralen "Se, vi gå upp till Jerusalem".[3]

- Tre passionskoraler.[4]

1. Min själ, du måste nu glömma
2. Den kärlek du till världen bar
3. Du bar ditt kors